# یوام ایر
یوام ایر (به انگلیسی: UM Air) خطوط هوایی اوکراین است که به عنوان ایر لاین اوکراین-مدیترانه نیز شناخته می‌شود. مرکز این خطوط هوایی در کیف، پایتخت اوکراین قرار دارد.

## تاریخچه
این هواپیمایی در سال ۱۹۹۸ افتتاح شد اما اولین پرواز خود را در سال ۲۰۰۰ انجام داد. در سال ۲۰۰۳ شرکت دارای ۵۰۰ کارمند بود و ۲۱۰۰۰۰ مسافر را جابجا کرده بود. این هواپیمایی در حال حاضر دارای ۶۴۰ پرسنل است و با ۶ ناوگان خود به ۲۰ مقصد پرواز دارد. این شرکت در حال حاضر یک ایرباس A320 دارد. در سال ۲۰۰۷ ادارهٔ هوایی اکراین به علت نگرانی‌های امنیتی حاضر به تمدید مجوز پرواز این شرکت نشد. در سپتامبر ۲۰۰۷ کمیسیون اتحادیهٔ اروپا نیز به دلیل نا امن بودن هواپیماهای یو ام ایر اجازهٔ پرواز این شرکت در اروپا را نیز لغو کرد. به این معنی که حق پرواز در اتحادیهٔ اروپا را ندارد و برای بار دوم فعالیت‌های این شرکت غیرقانونی خوانده شد. در نوامبر ۲۰۰۹ کمیسیون اتحادیهٔ اروپا اجازه داد تا فعالیت‌های خود را تنها با یک هواپیمای مک دانل داگلاس از سر بگیرد.

## سوانح
در ۲۶ می سال ۲۰۰۳ یک هواپیمای یوام ایر که در حال جابجایی سربازان اسپانیایی بود در نزدیکی شهر ماچکا (به ترکی استانبولی: Maçka) در ترکیه سقوط کرد. تمام ۷۵ مسافر هواپیما کشته شدند. هم چنین در هنگام تحویل اجساد به خانواده هایشان به دلیل عجله کردن جسدها اشتباه تحویل داده شدند.

## مقصدهای پروازی
یونان
- آتن - فرودگاه بین‌المللی آتن

 ایران
- تهران - فرودگاه بین‌المللی امام خمینی

 عراق
- بغداد - فرودگاه بین‌المللی بغداد

 اردن
- امان - فرودگاه بین‌المللی ملکه علیا

 لبنان
- بیروت - فرودگاه بین‌المللی رفیق حریری بیروت

 سوریه
- لاذقیه - فرودگاه بین‌المللی باسل الاسد

 اوکراین
- کی‌یف - فرودگاه بین‌المللی بوریسپیل
- کی‌یف - فرودگاه کیف ژولیانی
- خارکیف - فرودگاه بین‌المللی خارکوف (فصلی)